# Historia de las Bahamas
El archipiélago de las Bahamas (nombre derivado del español «baja mar») estuvo habitado por los indígenas arahuacos antes de la llegada de Cristóbal Colón.
La primera tierra americana que pisó Colón fue la isla de Guanahani (rebautizada por él como San Salvador) que es una isla del archipiélago de las Bahamas cuya identificación es controvertida. Las Bahamas tuvieron poco interés para los españoles, excepto como fuente de trabajadores esclavos. La casi totalidad de la población de indígenas lucayos (cerca de 40 000) fueron transportados para trabajar en otras islas en los siguientes 30 años que siguieron al descubrimiento. Cuando los españoles decidieron trasladar la población restante de lucayos hacia la Española en 1520, solo encontraron a once. Las islas permanecieron abandonadas y despobladas durante los 130 años siguientes. Como no se halló oro y la población fue trasladada, los españoles abandonaron efectivamente las Bahamas, aunque mantuvieron su reclamo sobre ellas hasta la firma del Tratado de París en 1783, cuando desistieron de él a cambio de la Florida Oriental.
En general los historiadores afirmaron que las Bahamas no abre fueron colonizadas hasta el siglo XVII, sin embargo, hubo intentos de colonización por parte de españoles, franceses, británicos y amerindios. Los franceses se establecieron en las islas Ábaco en 1565, y lo intentaron de nuevo en 1625. En 1648 un grupo de las islas Bermudas llamado The Company of Adventurers for the Plantation of the Islands of Eleutheria liderado por William Sayle, viajó a las Bahamas para fundar una colonia. Esos primeros intentos fueron de puritanos y republicanos clásicos. Las Bermudas se volvieron superpobladas y las Bahamas ofrecían una oportunidad económica y de libertad política para esos grupos. El más grande de los dos barcos de la compañía, el William, naufragó en un arrecife al extremo norte de la isla Eleuthera, con pérdida de todas las provisiones. A pesar de arribo de más colonizadores, incluyendo europeos, esclavos y libertos de las Bermudas y la llegada de suministros desde Virginia y Nueva Inglaterra, la colonia de Eleuthera sufrió por muchos años. Fue obstaculizada por la pobreza del suelo, conflictos entre los colonizadores y con los españoles. A mediados de la década de 1650 muchos de ellos retornaron a las Bermudas. Los remanentes fundaron comunidades en la isla Harbour y en el cayo Saint George's (Spanish Wells) al norte de Eleuthera. En 1670 vivían unas 20 familias en la comunidad de Eleuthera.
En 1666 otros colonizadores de las Bermudas se establecieron en Nueva Providencia, que poco después se volvió el centro de población y comercio en las Bahamas, con casi 500 personas viviendo en la isla en 1670.
Los bahamenses pronto entraron en conflicto con los españoles sobre el salvamento de naufragios, ya que atacaban a los náufragos e incautaban las mercaderías. Cuando los españoles allanaron las Bahamas, los bahamenses encargaron a corsarios atacarlos, a pesar de que Inglaterra y España estaban en paz. En 1684 el corsario cubano español Juan de Alarcón arrasó los asentamientos de Nueva Providencia y Eleuthera (Raid sobre Charles Town), tras lo cual fueron abandonadas en gran medida y algunos residentes enviados a La Habana. La mayoría de los edificios fueron quemados y las Bahamas quedaron despobladas. Unos 200 colonizadores buscaron refugio en la Jamaica inglesa mientras otros 50 del norte de Eleuthera temporalmente se establecieron en Casco (Maine), dejando las Bahamas desprovistas de ingleses hasta 1686. Luego de la partida de los españoles, en diciembre de 1686 un pequeño contingente de Jamaica liderado por el predicador Thomas Bridges reocupó Nueva Providencia y más colonizadores gradualmente se le unieron. Un nuevo gobernador, Lilburn, fue enviado desde Inglaterra.
Durante la guerra de Independencia de los Estados Unidos, fue ocupada dos veces. La primera por los norteamericanos comandados por Esek Hopkins en marzo de 1776, durante dos semanas. La segunda por las tropas españolas entre mayo de 1782 y el 18 de abril de 1783 durante la guerra anglo-española (1779-1783).
Las Bahamas sirvieron de refugio a piratas. La labranza del algodón entra en declive con el fin de la esclavitud, en 1834. Después de la Segunda Guerra Mundial, creció el turismo en el país.
Lynden Pindling, del Partido Liberal Progresista (PLP), de mayoría negra, se convierte en primer ministro en 1967, después de las primeras elecciones legislativas del país. En julio de 1973, las Bahamas consiguen su independencia. En las elecciones de 1992, el Movimiento Nacional Libre (FNM) obtiene la mayoría. Pindling, denunciado por corrupción, es sustituido por Hubert Alexander Ingraham en la jefatura del gobierno. La victoria del FNM en las elecciones de 1997 se le atribuye a los resultados económicos positivos y a la implicación del PLP en escándalos financieros. El paso del huracán Floyd por el país, en 1999, provoca serios daños y perjudica el turismo.